# Ангольско-уругвайские отношения
Ангольско-уругвайские отношения — двусторонние дипломатические отношения между Анголой и Уругваем. Посольство Анголы в Уругвае по совместительству аккредитовано в Бразилии, городе Бразилиа.   Уругвай имеет посольство в Луанде.
В 2003 году страны подписали двустороннее соглашение о техническом, научном, культурном и экономическом сотрудничестве. За последнее десятилетие торговля между обеими странами была небольшая, но экспорт в Анголу увеличился. Основным импортом Анголы из Уругвая является нефть, рыба, рис, говядина.Существует Уругвайско-Африканская торгово-промышленная палата, которая охватывает торговлю между Уругваем и  африканскими странами.
Обе страны являются членами Группы 77.